# مديرية عبس

تعديل مصدري - تعديل

مديرية عبس إحدى مديريات محافظة حجة في اليمن. بلغ عدد سكانها 133824 نسمة عام 2004. تطل المديرية على البحر الأحمر في شمال غرب محافظة حجة وتضم سبع عزل.

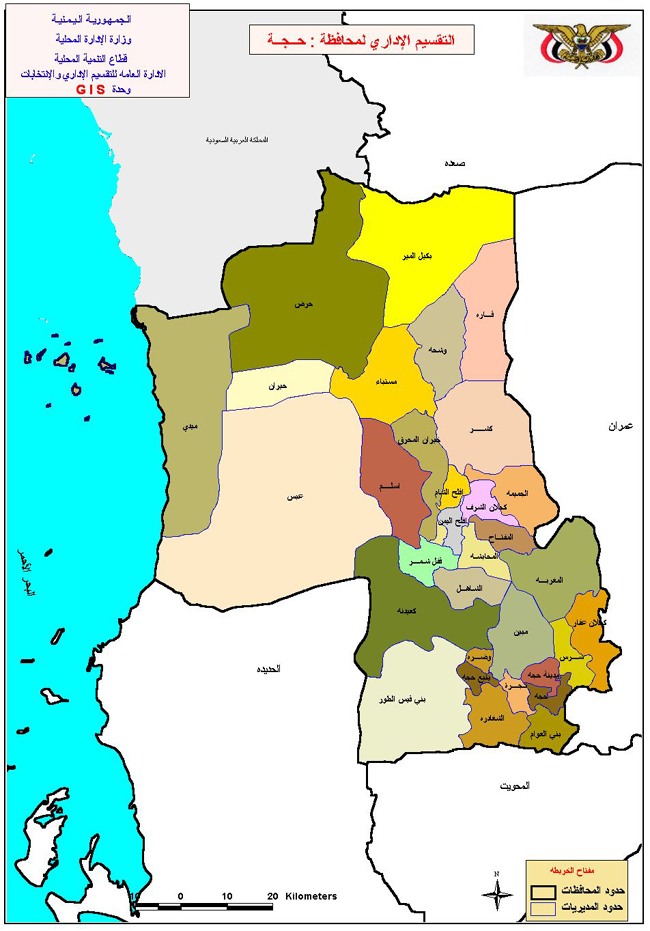
موقع مديرية عبس في محافظة حجة

مديرية عبس في سهل تهامة الغربي في الجهة الشمالية الغربية لعاصمة المحافظة حجة، يحدها شمالاً مديريتا مستباء وحيران وجنوباً مديرية الزهرة بالحديدة ومن الشرق مديرية أسلم وجزء من مديرية كعيدنة وغرباً ميدي وتبعد عن حجة 110 كم وتتوزع على تضاريس سهلية ويسودها مناخ حار رطب صيفاً ومعتدل ممطر شتاءً وتهب عليها الرياح الموسمية.
مشروع مياه عبس تأسس في 1987 ـ 1988م حيث تم حفر 5 آبار إنتاجية والمشروع مر بمراحل عديدة والحمدلله أصبح أبناء عبس يتمتعون بخدمة المياه، حيث يتراوح منسوب المياه في مدينة عبس ما بين 100 ـ 1200 متر ثابت ومتحرك للبئر الواحد وصل الأعماق للآبار الثلاثة إلى 105 أمتار والآبار التي تم حفرها تبعد عن الآبار الخاصة بالمزارعين 5 كليو مترات، وتقع منطقة داود على بعد 20 كليو متراً عن المدينة وهي مسافة خط الضخ بينما المسافة الخاصة بخطوط الإسالة هو 47 كليو متراً وتغطي خدمات المياه مدينة عبس وماجاورها ما يقارب من 65% للسكان وعدد المشتركين 1150 مشتركاً ونسعى إلى ايصال المياه إلى كل الأحياء في مدينتي عبس وشفر وبلغت تكلفة المشروع حوالي 350 مليون ريالاً بتمويل حكومي ونحن نحاول إضافة مديرية عبس ضمن برنامج البنك الدولي لإعتمادها في مجال الصرف الصحي إن شاء الله. إن الكلفة الاجمالية بعد تنفيذ التوصيلات المنزلية إلى شفر بلغت 374 مليون ريالاً بتمويل حكومي إضافة إلى ذلك المناطق المجاورة لشفر بتكلفة 76 مليون ريالاً وإن شاء الله خلال الفترة البسيطة من هذا العام ستكون المدينة مكتملة التغطية بالمياه فالإيرادات لاتغطي نفقات التشغيل والصيانة ونأمل أن تتناسب الإيرادات على الأقل مع قيمة التشغيل.
أيضاً تعتبر المديرية من المديريات ذات المستوى التعليمي العالي في مختلف المجالات سواء(أساسي _ ثانوي)أو أكاديمي (بكالوريوس _ دبلوم)،إلا أنه لايوجد أحد من أبناء المديرية يحمل درجة الدكتوراة، وكذلك توجد بالمديرية ثلاث كليات هي(كلية المجتمع) وتتبع المجلس الأعلى لكليات المجتمع وتمنح درجة الدبلوم حيث يوجد بهاثلاث دوائر(دائرة تكنولوجيا المعلومات _ دائرة العلوم الإدارية _ دائرة العلو الطبية)،وكذلك كلية التربية وتتبع وزارة التعليم العالي والبحث العلمي وتمنح الدارسين بها درجة البكالوريوس وبها الأقسام التالية(علوم القرآن _ الرياضيات _ الفيزياء _اللغة الإنجليزية)،أما بالنسبة للكلية الحديثة وهي كلية العلوم المالية والمصرفية ذات التخصصات النوعية وهي تمنح درجة البكالوريوس في التخصصات(إدارة نظم المعلومات _ المحاسبة) أذاً فالمديرية تمر بمرحلة حاسمة وعصيبة للنهوض بها على شتى المجالات، خاصة ونحن في عصر المعلومات .